# Фронт освобождения Земли
Фронт освобожде́ния Земли́ (англ. Earth Liberation Front, ELF), также известный как «Elves» или «The Elves» (эльфы) — собирательное название, применяемое к независимым активистам и группам активистов, которые, по данным пресс-офиса Фронта, осуществляют «экономические диверсии и партизанскую войну, чтобы прекратить эксплуатацию и разрушение окружающей среды».
ELF возник в Брайтоне (Великобритания) в 1992 году, а к 1994 году получил распространение и по остальным частям Европы. На 2008 год имелись данные о проведённых акциях Фронта в 17 странах. Из-за связей и взаимодействия между Фронтом освобождения Земли и Фронтом освобождения животных, общей модели безлидерного сопротивления и схожих директив, считается, что ELF происходит от ALF. Сторонники Фронта описывают его как группу по экологической защите, направленной на то, чтобы через разрушение объектов собственности сделать экономически невыгодным нанесение вреда окружающей среде.
С 1997 года по 1999 год активисты Фронта освобождения Земли нанесли ущерб в размере 40 миллионов долларов, совершив 33 акции, среди которых — поджог горнолыжного курорта в Вейле (1996 год), поджог бюро по управлению земельными ресурсами в штате Орегон и отделения рейнджеров Федеральной лесной службы США в Ок-Ридже (ущерб 9 млн долларов), поджог бойни в Редмонде, штат Калифорния (ущерб 1,3 млн долларов, 1997 год), взрыв и полное уничтожение офиса корпорации Boise Cascade, планировавшей начать строительство деревообрабатывающего машиностроительного комплекса в Чили (1999 год), поджог жилого комплекса в Сан-Диего, штат Калифорния (2003 год).
Целью активистов «Фронта» является восстановление первозданных экосистем, которые «были уничтожены бессовестными и эгоистическими действиями человеческой расы».
В марте 2001 года ФБР классифицировали Фронт освобождения Земли как главную внутреннюю террористическую угрозу США, а его членов — как экотеррористов. Говоря об отсутствии смертей при атаках ELF, представитель ФБР по контртерроризму заявил: «Я думаю, что нам повезло. Когда вы совершаете поджог, то это может выйти из-под контроля».
Активист ELF Джейкоб Дженсен так описал «идеальный» мир, в котором он хотел бы жить: «Я вижу город без электричества, телевидения, Интернета, автомобилей и сотовых телефонов. Одежда шьётся из натурального полотна. Инструменты изготавливаются из камня. Люди добывают пищу собирательством, охотой и рыбалкой, а готовят её на костре…»
«Эльфы» совершили целый ряд взрывов и поджогов на территории разных стран. Только за 1999 год в США ими было сожжено более 60 магазинов, торгующих химическими веществами для бытовых нужд. Владелец одного из них в Техасе получил сильные ожоги, когда один из «эльфов» вылил ему на лицо кислоту для прочистки канализации.
Подавляющее большинство «эльфов» передвигаются лишь на велосипедах, потому что они отрицают иные средства передвижения. Некоторые «эльфы» проезжали на велосипедах по 40—50 миль ежедневно, чтобы добраться до мест учёбы и работы. При этом часто во время езды они разбрасывают на проезжей части острые металлические осколки, чтобы прокалывать шины проезжающих автомобилей. Осуждённый на 8 лет заключения Николас Гэнди из Вайоминга повредил таким образом шины более 700 автомобилей. Нападениям подверглись и сотни автомобилистов: «эльфы» останавливали машину на шоссе, связывали и выбрасывали водителя в кювет, а потом топили автомобиль или сбрасывали его в ущелье.
«Эльфы» поджигают построенные жилые дома, поскольку считают, что «на их месте должны расти деревья и кустарники». Так, в Северной Каролине они сожгли за одну ночь 8 домов. Поскольку при пожаре погиб ребёнок, то четверо экстремистов получили пожизненные тюремные сроки. В Сан-Диего «эльфы» сожгли только что построенное здание на 206 квартир. На пепелище полицейские нашли плакат с надписью: «Если вы построите здание снова, то мы ещё раз его сожжём».
«Эльфы» также боролись с вырубкой лесов. Они вбивали в стволы деревьев полуметровые гвозди, разрывавшие цепи на бензопилах. Кроме того, они устраивали различные ловушки для лесорубов — от капканов до замаскированных ям с острыми кольями на дне. Были случаи, когда «эльфы» стреляли в лесорубов из трубок с отравленными дротиками. После серии нападений в 2001—2002 годах лесорубы северных штатов США отказались приступать к работе, до тех пор пока местность не проверена на наличие ловушек. Некоторые компании стали посылать вооружённых охранников на защиту лесорубов.
В 1998 году в штате Монтана был жестоко избит сотрудник строительной компании Николас Сандерс, который спиливал бензопилой деревья, расчищая территорию под строительство частных домов. Он полностью оглох, ослеп на один глаз и навсегда потерял возможность передвигаться самостоятельно. Спустя полтора года после происшествия он получил по почте закрытый пакет, в котором лежал рекламный каталог строительных инструментов, а на обложке было написано: «Теперь ты раскаялся? Никогда не забывай об эльфах…».
В России 21 июня 2011 года на территории автосалона Lexus/Toyota на западе Москвы была подорвана зажигательная бомба, ответственность за эту акцию взял на себя «Фронт Освобождения Земли (Россия)», информация о чём была размещена на сайте «Чёрный блог».